# 藤原基史
藤原 基史（ふじわら もとふみ、1963年11月2日 - ）は、株式会社ゲームフリークに所属しているグラフィックデザイナー。ポケットモンスターシリーズの開発に初代から関わっている。

## 来歴
ゲームフリーク創設期からのメンバーで、森本茂樹と同時期に入社した。観察力、描写力に長じ、『マリオとワリオ』、『パルスマン』などで背景グラフィックの製作を担当した。
本社におけるグラフィックのデザイン以外にも、ボウリングのスコアボードに表示されるアニメーションCGを描いたり、森本茂樹と共にNHK教育のテレビ番組『ひとりでできるもん!』で使用されたCGの描写に関わったりした。それらの副業で得た収益は当時不安定であったゲームフリークの資金を潤わせた。
藤原のデザインしたポケモンは、愛嬌のあるポケモンに仕上がっていることが多いという。